# مسيرة من أجل حياة النساء

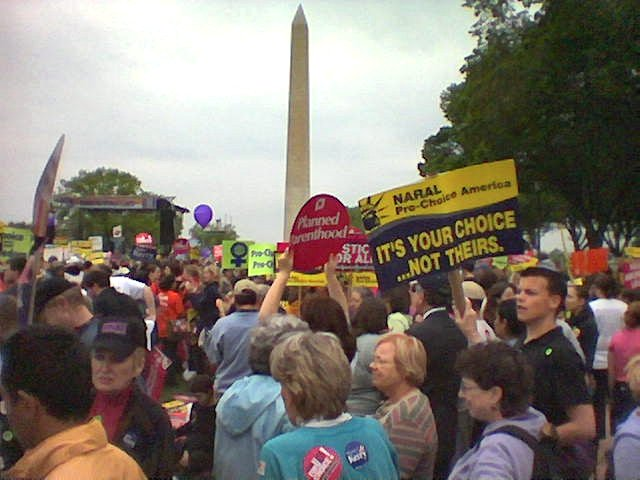
المتظاهرون في المول الوطني

مسيرة من أجل حياة النساء كانت مظاهرة حدثت في 25 أبريل 2004 في ناشونال مول في واشنطن العاصمة احتجاجًا على قانون حظر الإجهاض الجزئي والقيود الأخرى على الإجهاض. وقدر منظمو مارس أن 1.15 مليون شخص شاركوا، معلنين أنه «أكبر احتجاج في تاريخ الولايات المتحدة»؛  غيرهم يقدر عددهم بأكثر من 800000 فرد من المتظاهرين،  مع وكالة أسوشيتد برس وهيئة الإذاعة البريطانية وضع الرقم بين 500,000 و 800,000، قابلة للمقارنة مسيرة المليون رجل لعام 1995. (لم تعد دائرة المنتزهات القومية تشير إلى التقديرات الرسمية للحضور بعد جدل المليون مارس في عام 1994، لذلك التقديرات غير رسمية وقد تكون مضاربة). [بحاجة لمصدر] احتج المشاركون على قانون حظر الإجهاض الجزئي الذي تم تمريره مؤخرًا (2003) باعتباره أيضًا السياسات الأخرى التي يدعون أنها «ضد النساء».

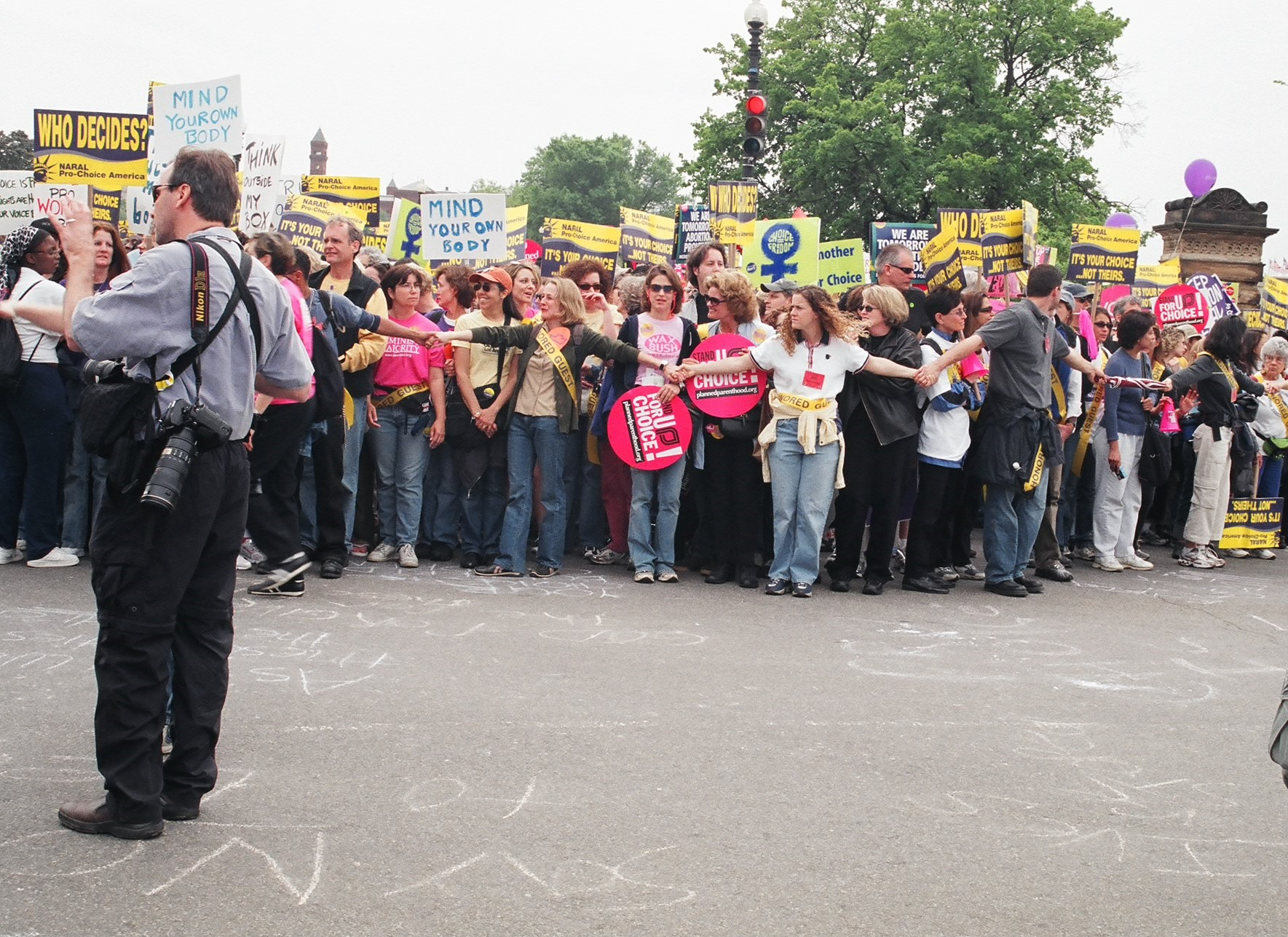
المتظاهرون في المسيرة

## الأحداث والمشاركين

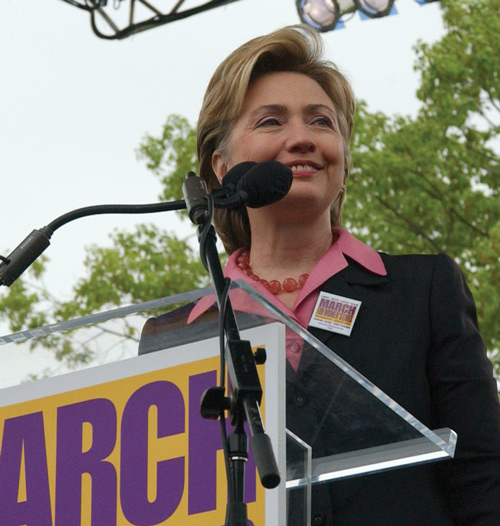
هيلاري كلينتون في المسيرة

بدأ تجمع في المركز التجاري في الساعة العاشرة صباحًا، وتبعته مسيرة عبر وسط مدينة واشنطن، مع طريق على طول شارع بنسلفانيا. وكان من بين المشاهير الذين ظهروا في المسيرة بيتر وبول وماري وفيلدي نيلي وسوزان ساراندون وويوبي غولدبيرغ وآشلي جود وكاثلين تيرنر وتيد تيرنر وآنا جاستير وجانين جاروفالو وبوني فرانكلين وجوليان مور ووزيرة الخارجية السابقة مادلين أولبرايت. كما ظهر أيضًا قادة حقوق الإجهاض المحنكين، مثل كيت ميشالمان من المختبر الوطني المرجعي برو شويس أميريكا وجلوريا ستاينم والعديد من أعضاء الكونغرس.

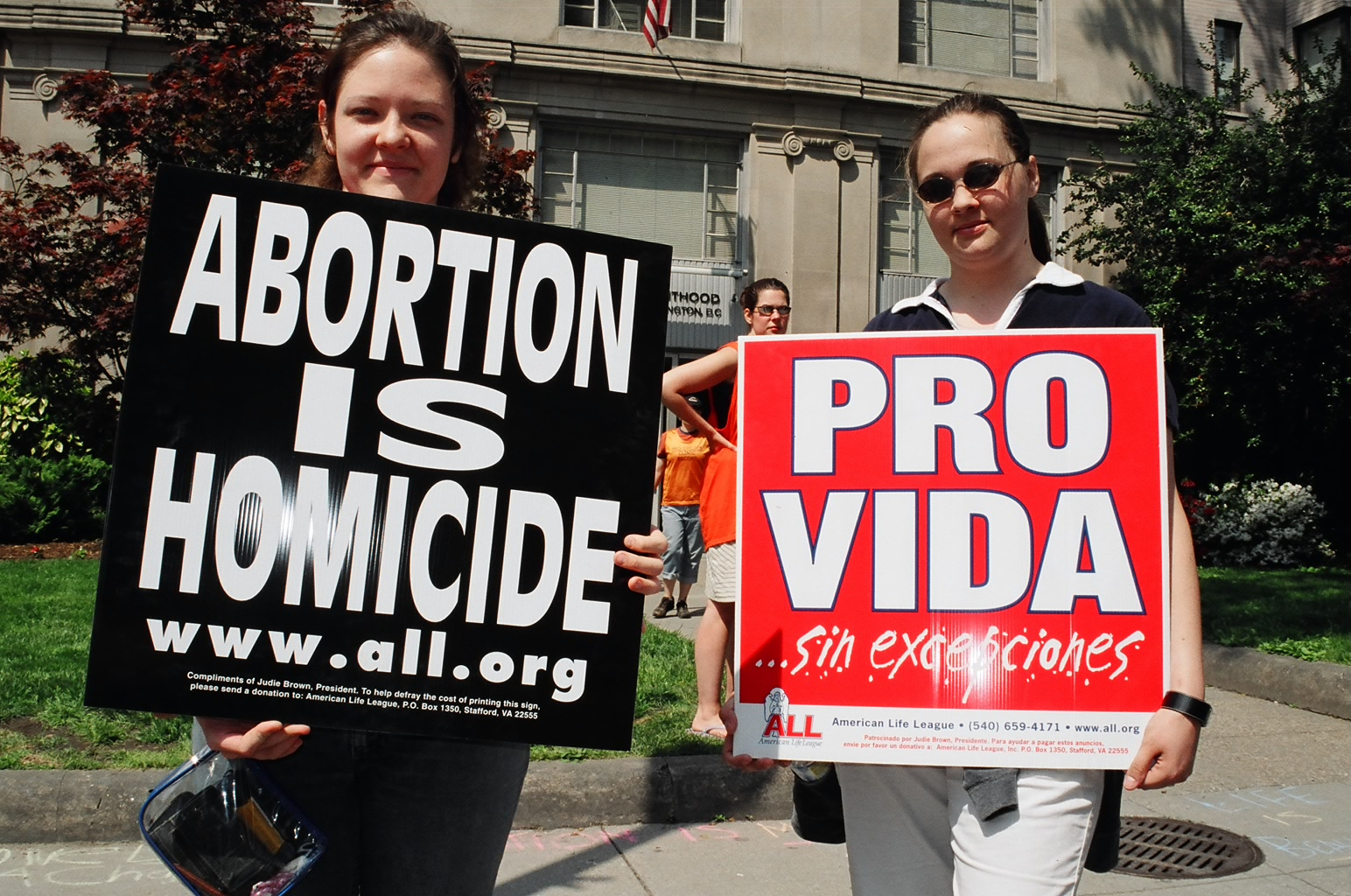
مكافحة المتظاهرين خارج مخطط تنظيم الأسرة

وشملت المنظمات الراعية المختبر الوطني المرجعي برو شويس أميريكا، أختيار الولايات المتحدة، ومؤسسة الأغلبية النسوية، ومنظمة الأبوة المخططة، واتحاد الحريات المدنية الأمريكية، والرابطة الوطنية للنهوض بالناس الملونين (غير البيض)، والمنظمة الوطنية للمرأة، والرمز الوردي، والحاجة لصحة المرأة السوداء.
واصطف متظاهرون مناهضون للحياة، بعضهم ينتمي إلى «عملية الشهود» لراندال تيري، جزءًا من مسار المسيرة على طول جادة بنسلفانيا. قدر تيري أن هناك «أكثر من ألف» من المتظاهرين المضادين،  وقد قدّر الكاتب المؤيد للاختيار جو فريمان أن هناك «حوالي 300»،  وكتبت صحيفة واشنطن بوست أن هناك «عشرات». تم القبض على ستة عشر متظاهرًا من تحالف الدفاع المسيحي للتظاهر من دون تصريح عندما عبروا متاريس الشرطة إلى المنطقة المخصصة لمارس.

## آثار ما بعد المسيرة
تفوز جورج دبليو بوش بفترة ثانية، ولم يتم إلغاء قانون حظر الإجهاض الجزئي. أيدت المحكمة العليا في الولايات المتحدة القانون في قرارها ضد غونزاليس ضد كارهتر عام 2007. [بحاجة لمصدر]

## وصلات خارجية
- https://web.archive.org/web/20060310230211/http://www.womensenews.org/article.cfm/dyn/aid/1805/context/archive
- http://www.choiceusa.org/index.php?option=com_jflickr&Itemid=166&view=photoset&id=72157606818357309
- https://web.archive.org/web/20050924044014/http://march.now.org/whywemarch.html
- http://www.lifenews.com/2004/08/09/nat-708/
- https://now.org/about/history/history-of-marches-and-mass-actions/
- https://web.archive.org/web/20040606052020/http://www.now.org/history/slideshows/march2004/
- http://oasis.lib.harvard.edu/oasis/deliver/deepLink?_collection=oasis&uniqueId=sch01489